# 75e cérémonie des Tony Awards
 (juillet 2025).
La mise en forme du texte ne suit pas les recommandations de Wikipédia : il faut le « wikifier ».
Les points d'amélioration suivants sont les cas les plus fréquents :
- Les titres sont pré-formatés par le logiciel. Ils ne sont ni en capitales, ni en gras.
- Le texte ne doit pas être écrit en capitales (les noms de famille non plus), ni en gras, ni en italique, ni en « petit »…
- Le gras n'est utilisé que pour surligner le titre de l'article dans l'introduction, une seule fois.
- L'italique est rarement utilisé : mots en langue étrangère, titres d'œuvres, noms de bateaux, etc.
- Les citations ne sont pas en italique mais en corps de texte normal. Elles sont entourées par des guillemets français : « et ».
- Les listes à puces sont à éviter, des paragraphes rédigés étant largement préférés. Les tableaux sont à réserver à la présentation de données structurées (résultats, etc.).
- Les appels de note de bas de page (petits chiffres en exposant, introduits par l'outil «  Source ») sont à placer entre la fin de phrase et le point final[comme ça].
- Les liens internes (vers d'autres articles de Wikipédia) sont à choisir avec parcimonie. Créez des liens vers des articles approfondissant le sujet. Les termes génériques sans rapport avec le sujet sont à éviter, ainsi que les répétitions de liens vers un même terme.
- Les liens externes sont à placer uniquement dans une section « Liens externes », à la fin de l'article. Ces liens sont à choisir avec parcimonie suivant les règles définies. Si un lien sert de source à l'article, son insertion dans le texte est à faire par les notes de bas de page.
- La présentation des références doit suivre les conventions bibliographiques. Il est recommandé d'utiliser les modèles {{Ouvrage}}, {{Chapitre}}, {{Article}}, {{Lien web}} et/ou {{Bibliographie}}. Le mode d'édition visuel peut mettre en forme automatiquement les références.
- Insérer une infobox (cadre d'informations à droite) n'est pas obligatoire pour parachever la mise en page.

Pour une aide détaillée, merci de consulter Aide:Wikification.
Si vous pensez que ces points ont été résolus, vous pouvez retirer ce bandeau et améliorer la mise en forme d'un autre article.
La 75e cérémonie des Tony Awards a eu lieu le 12 juin 2022 au Radio City Music Hall. Elle récompense les réalisations dans les productions de Broadway au cours de la saison 2021-2022.
La cérémonie a été diffusée en deux parties distinctes sur CBS et Paramount+.
Ariana DeBose a été l'hôte de la cérémonie principale, tandis que Darren Criss et Julianne Hough ont animé le pré-spectacle d'une heure. Il s'agit de la première cérémonie diffusée en direct dans tous les fuseaux horaires des États-Unis.
Les productions les plus primées de la saison ont été la nouvelle pièce The Lehman Trilogy, qui a remporté cinq prix, dont celui de la meilleure pièce et la reprise de la comédie musicale Company de Stephen Sondheim, qui a également remporté cinq prix, dont celui de la meilleure reprise d'une comédie musicale. La comédie musicale A Strange Loop , lauréate du prix Pulitzer, a été le spectacle le plus nommé de la saison, avec 11 nominations, et a remporté le prix de la meilleure comédie musicale, devenant ainsi le premier lauréat de la meilleure comédie musicale à ne remporter que deux prix au total depuis 42nd Street (1981).
Avec sa nomination pour la meilleure actrice en vedette dans une comédie musicale dans A Strange Loop, L Morgan Lee est devenue la première personne ouvertement transgenre à être nommée pour un Tony. De plus, avec sa victoire en tant que productrice principale de A Strange Loop, Jennifer Hudson est devenue la dix-septième personne à devenir une gagnante de l'EGOT.

## Cérémonie
Revenant à sa période habituelle de juin, la télédiffusion de la cérémonie a été partagée entre Paramount+ et CBS. Paramount+ a diffusé une pré-émission d'une heure, The Tony Awards: Act One, qui a été animée par Darren Criss et Julianne Hough et a présenté des "performances spéciales" et la présentation de récompenses sélectionnées. Il a été suivi par la cérémonie télévisée principale sur CBS et Paramount+, qui a été présentée par Ariana DeBose. Pour la première fois, la cérémonie a été télévisée en direct sur la côte ouest,.

### Présentateurs
Les différentes récompenses ont été présentées par Utkarsh Ambudkar, Skylar Astin, Zach Braff, Danielle Brooks, Danny Burstein, Len Cariou, RuPaul Charles, Jessica Chastain, Lilli Cooper, Bryan Cranston, Wilson Cruz, Colman Domingo, Anthony Edwards, Cynthia Erivo, Raúl Esparza, Laurence Fishburne, Andrew Garfield, Renée Elise Goldsberry, Tony Goldwyn, David Alan Grier, Vanessa Hudgens, Jennifer Hudson, Paris Jackson, Prince Jackson, Samuel L. Jackson, Nathan Lane, Telly Leung, Judith Light, Josh Lucas, Gaten Matarazzo, Ruthie Ann Miles, Patina Miller, Lin-Manuel Miranda, Bebe Neuwirth, Kelli O’Hara, Sarah Paulson, Bernadette Peters, Jeremy Pope, Billy Porter, LaTanya Richardson, Chita Rivera, Tony Shalhoub, Phillipa Soo, Sarah Silverman, George Takei, Aaron Tveit, Adrienne Warren, Patrick Wilson et Bowen Yang.

### Performances
- "Intermission Song" / "Today" - Le casting de A Strange Loop
- "Company" - Le casting de Company
- "Like a Rolling Stone" / "Pressing On" - Le casting de Girl from the North Country
- "Smooth Criminal" - Le casting de MJ
- "A Little Joy" - Le casting de Mr. Saturday Night
- "Seventy-Six Trombones" - Le casting de The Music Man
- "Paradise Square" / "Let It Burn" - Le casting de Paradise Square
- "Ex-Wives" / "Six" - Le casting de Six
- "Children Will Listen" (de Into the Woods) - Bernadette Peters lors de l'hommage à Stephen Sondheim
- "Mame" (de Mame) - New York City Gay Men's Chorus lors de l'hommage à Angela Lansbury
- "On the Street Where You Live" (de My Fair Lady) - Billy Porter lors de l'hommage "In Memoriam"
- "Touch Me" - Le casting 2007 de Spring Awakening

## Palmarès
La date limite officielle d'éligibilité pour les productions de Broadway ouvrant dans la saison 2021-2022 devait à l'origine être le 4 mai 2022,,,. Les nominations pour les Tony Awards 2022 ont été annoncées par Adrienne Warren et Joshua Henry le 9 mai 2022. Elles devaient initialement être annoncées le 3 mai, mais ont été prolongées d'une semaine à cause de l'évolution incertaine de la pandémie de COVID-19. Une reprise de West Side Story qui a ouvert le 20 février 2020 a été considérée comme inéligible pour les 74e Tony Awards parce que trop peu de nominateurs et d'électeurs l'avaient vu avant la fermeture de Broadway le 12 mars 2020 en raison de la pandémie, et il n'a pas repris lors de la réouverture de Broadway en septembre 2021.
| Meilleure pièce | Meilleure comédie musicale |
| --- | --- |
| - The Lehman Trilogy - Clyde's - Hangmen - Skeleton Crew - The Minutes | - A Strange Loop - Girl from the North Country - MJ - Mr. Saturday Night - Paradise Square - Six |
| Meilleure reprise d'une pièce | Meilleure reprise d'une comédie musicale |
| - Take Me Out - American Buffalo - For Colored Girls Who Have Considered Suicide / When the Rainbow Is Enuf - How I Learned to Drive - Trouble in Mind | - Company - Caroline, or Change - The Music Man |
| Meilleur acteur dans une pièce | Meilleure actrice dans une pièce |
| - Simon Russell Beale – The Lehman Trilogy dans le rôle de Henry Lehman - Adam Godley – The Lehman Trilogy dans le rôle de Mayer Lehman - Adrian Lester – The Lehman Trilogy dans le rôle de Emanuel Lehman - David Morse – How I Learned to Drive dans le rôle de Uncle Peck - Sam Rockwell – American Buffalo dans le rôle de Teach - Ruben Santiago-Hudson – Lackawanna Blues dans le rôle de plusieurs personnages - David Threlfall – Hangmen dans le rôle de Harry Wade | - Deirdre O'Connell – Dana H. dans le rôle de Dana H. - Gabby Beans – The Skin of Our Teeth dans le rôle de Sabina - LaChanze – Trouble in Mind dans le rôle de Wiletta Mayer - Ruth Negga – Macbeth dans le rôle de Lady Macbeth - Mary-Louise Parker – How I Learned to Drive dans le rôle de Li'l Bit |
| Meilleur acteur dans une comédie musicale | Meilleure actrice dans une comédie musicale |
| - Myles Frost – MJ dans le rôle de MJ - Billy Crystal – Mr. Saturday Night dans le rôle de Buddy Young Jr. - Hugh Jackman – The Music Man dans le rôle de Harold Hill - Rob McClure – Mrs. Doubtfire dans le rôle de Daniel Hillard / Euphegenia Doubtfire - Jaquel Spivey – A Strange Loop dans le rôle de Usher | - Joaquina Kalukango – Paradise Square (en) dans le rôle de Nelly O'Brien - Sharon D. Clarke – Caroline, or Change dans le rôle de Caroline Thibodeaux - Carmen Cusack – Flying Over Sunset dans le rôle de Clare Boothe Luce - Sutton Foster – The Music Man dans le rôle de Marian Paroo - Mare Winningham – Girl from the North Country dans le rôle de Elizabeth Laine |
| Meilleur acteur de second rôle dans une pièce | Meilleure actrice de second rôle dans une pièce |
| - Jesse Tyler Ferguson – Take Me Out dans le rôle de Mason Marzac - Alfie Allen – Hangmen dans le rôle de Mooney - Chuck Cooper – Trouble in Mind dans le rôle de Sheldon Forrester - Ron Cephas Jones – Clyde's dans le rôle de Montrellous - Michael Oberholtzer – Take Me Out dans le rôle de Shane Mungitt - Jesse Williams – Take Me Out dans le rôle de Darren Lemming                                                                                                  | - Phylicia Rashad – Skeleton Crew dans le rôle de Faye - Uzo Aduba – Clyde's dans le rôle de Clyde - Rachel Dratch – POTUS: Or, Behind Every Great Dumbass Are Seven Women Trying to Keep Him Alive dans le rôle de Stephanie - Kenita R. Miller – For Colored Girls Who Have Considered Suicide / When the Rainbow Is Enuf\|for colored girls who have considered suicide / when the rainbow is enuf dans le rôle de Lady in Red - Julie White – POTUS dans le rôle de Harriet - Kara Young – Clyde's dans le rôle de Letitia |
| Meilleur acteur de second rôle dans une comédie musicale | Meilleure actrice de second rôle dans une comédie musicale |
| - Matt Doyle – Company dans le rôle de Jamie - Sidney DuPont – Paradise Square dans le rôle de Washington Henry - Jared Grimes – Funny Girl dans le rôle de Eddie Ryan - John-Andrew Morrison – A Strange Loop dans le rôle de Thought 4 - A. J. Shively – Paradise Square dans le rôle de Owen Duignan | - Patti LuPone – Company dans le rôle de Joanne - Jeannette Bayardelle – Girl from the North Country dans le rôle de Mrs. Neilsen - Shoshana Bean – Mr. Saturday Night dans le rôle de Susan Young - Jayne Houdyshell – The Music Man dans le rôle de Eulalie McKechnie Shinn - L Morgan Lee – A Strange Loop dans le rôle de Thought 1 - Jennifer Simard – Company dans le rôle de Sarah |
| Meilleure mise en scène pour une pièce | Meilleure mise en scène pour une comédie musicale |
| - Sam Mendes – The Lehman Trilogy - Lileana Blain-Cruz – The Skin of Our Teeth - Camille A. Brown – For Colored Girls Who Have Considered Suicide / When the Rainbow Is Enuf - Neil Pepe – American Buffalo - Les Waters – Dana H. | - Marianne Elliott – Company - Jamie Armitage et Lucy Moss – Six - Stephen Brackett – A Strange Loop - Conor McPherson – Girl from the North Country - Christopher Wheeldon – MJ |
| Meilleure livret de comédie musicale | Meilleure partition originale |
| - A Strange Loop – Michael R. Jackson - Girl from the North Country – Conor McPherson - MJ – Lynn Nottage - Mr. Saturday Night – Billy Crystal, Lowell Ganz et Babaloo Mandel - Paradise Square – Christina Anderson, Larry Kirwan et Craig Lucas | - Six – Toby Marlow et Lucy Moss (musique et paroles) - A Strange Loop – Michael R. Jackson (musique et paroles) - Flying Over Sunset – Tom Kitt (musique) et Michael Korie (paroles) - Mr. Saturday Night – Jason Robert Brown (musique) et Amanda Green (paroles) - Paradise Square – Masi Asare et Nathan Tysen (paroles) et Jason Howland (musique) |
| Meilleurs décors pour une pièce | Meilleurs décors pour une comédie musicale |
| - Es Devlin – The Lehman Trilogy - Beowulf Boritt – POTUS: Or, Behind Every Great Dumbass Are Seven Women Trying to Keep Him Alive - Michael Carnahan et Nicholas Hussong – Skeleton Crew - Anna Fleischle – Hangmen - Scott Pask – American Buffalo - Adam Rigg – The Skin of Our Teeth | - Bunny Christie – Company - Beowulf Boritt et 59 Productions – Flying Over Sunset - Arnulfo Maldonado – A Strange Loop - Derek McLane et Peter Nigrini – MJ - Allen Moyer – Paradise Square |
| Meilleurs costumes pour une pièce | Meilleurs costumes pour une comédie musicale |
| - Montana Levi Blanco – The Skin of Our Teeth - Sarafina Bush – For Colored Girls Who Have Considered Suicide / When the Rainbow Is Enuf - Emilio Sosa – Trouble in Mind - Jane Greenwood – Plaza Suite - Jennifer Moeller – Clyde's | - Fly Davis – Caroline, or Change - Toni-Leslie James – Paradise Square - William Ivey Long – Diana - Santo Loquasto – The Music Man - Paul Tazewell – MJ |
| Meilleures lumières pour une pièce | Meilleures lumières pour une comédie musicale |
| - Jon Clark – The Lehman Trilogy - Joshua Carr – Hangmen - Jiyoun Chang – For Colored Girls Who Have Considered Suicide / When the Rainbow Is Enuf - Jane Cox – Macbeth - Yi Zhao – The Skin of Our Teeth | - Natasha Katz – MJ - Neil Austin – Company - Tim Deiling – Six - Donald Holder – Paradise Square - Bradley King – Flying Over Sunset - Jen Schriever – A Strange Loop |
| Meilleur son pour une pièce | Meilleur son pour une comédie musicale |
| - Mikhail Fiksel – Dana H. - Dominic Bilkey et Nick Powell – The Lehman Trilogy - Justin Ellington – For Colored Girls Who Have Considered Suicide / When the Rainbow Is Enuf - Palmer Hefferan – The Skin of Our Teeth - Mikaal Sulaiman – Macbeth | - Gareth Owen – MJ - Simon Baker – Girl from the North Country - Paul Gatehouse – Six - Ian Dickinson for Autograph – Company - Drew Levy – A Strange Loop |
| Meilleure chorégraphie | Meilleure orchestration |
| - Christopher Wheeldon – MJ - Camille A. Brown – For Colored Girls Who Have Considered Suicide / When the Rainbow Is Enuf - Warren Carlyle – The Music Man - Carrie-Anne Ingrouille – Six - Bill T. Jones – Paradise Square | - Simon Hale – Girl from the North Country - David Cullen – Company - Tom Curran – Six - David Holcenberg et Jason Michael Webb – MJ - Charlie Rosen – A Strange Loop |

## Autres récompenses
Robert E. Wankel a reçu le prix Isabelle Stevenson pour « Sa générosité et son service au bien-être de notre communauté de Broadway, au cours des quatre dernières décennies et, en particulier face à une crise mondiale. » Le prix d'excellence en théâtre L'éducation sera également ramenée cette année Les récipiendaires des Tony Honors for Excellence in Theatre incluent l'Asian American Performers Action Coalition, Broadway for All, la copiste musicale Emily Grishman, Feinstein's/54 Below et United Scenic Artists (Local USA 829, IATSE). Le 23 mai 2022, il est annoncé qu'Angela Lansbury recevrait un Tony Award spécial pour l'ensemble de sa carrière. Le Regional Theatre Tony Award a été décerné au Court Theatre. James C. Nicola, directeur artistique sortant du New York Theatre Workshop après 34 ans, a également reçu un Special Tony Award.